# NGC 5595
NGC 5595 في الفهرس العام الجديد، هي مجرة، تقع في كوكبة الميزان. اكتشفت في 14 مايو 1784 بواسطة ويليام هيرشل.

## روابط خارجية
- NGC 5595 على موقع ويكي سكاي: DSS2, SDSS, GALEX, IRAS, Hydrogen α, X-Ray, Astrophoto, Sky Map, Articles and images